# Rolls-Royce RB211
Rolls-Royce RB211 es una familia de motores turbofán de alta derivación fabricados por la empresa británica Rolls-Royce plc y capaces de generar de un empuje de 166 a 270 kN (de 37.400 a 60.600) lbf. 
Originalmente desarrollado para el Lockheed L-1011 (TriStar), entró en servicio en 1972 y fue el único motor en propulsar ese modelo de avión. Los costes de desarrollo llevaron a la bancarrota a Rolls Royce Limited y fue nacionalizada por el gobierno británico.
Posteriormente fue producido en versiones derivativas para variantes de los aviones Boeing 747, 757 y 767, así como para el avión comercial ruso Tupolev Tu-204. También se creó una versión para generación de energía en el suelo. El RB211 fue sustituido en los años 1990 por la familia de motores Rolls-Royce Trent.

### Motores similares
Serie RB211-524
- General Electric CF6
- Pratt & Whitney JT9D
- Pratt & Whitney PW4000
- Progress D-18T

Serie RB211-535
- Pratt & Whitney PW2000
- Aviadvigatel PS-90

### Listas relacionadas
- Anexo:Motores aeronáuticos